# Constantine Bohachevsky
Constantine Bohachevsky (ukrainisch Костянтин Богачевський Kostjantyn Bohatschewskyj, polnisch Konstantyn Bohaczewski; * 17. Juni 1884 in Manajiw, Bezirk Złoczów, Galizien; † 6. Januar 1961 in Philadelphia) war der erste Metropolit der Ukrainischen Griechisch-Katholischen Kirche in den Vereinigten Staaten und Erzbischof von Philadelphia.

## Leben
Constantine Bohachevsky kam aus Galizien, das bis zum Ersten Weltkrieg zu Österreich-Ungarn gehörte und im Westen der heutigen Ukraine liegt. Die Mehrzahl der Katholiken folgt dort dem byzantinischen Ritus und wird daher „griechisch-katholisch“ genannt. Bohachevsky studierte an den Universitäten Lemberg, Innsbruck und München katholische Theologie und kanonisches Recht und wurde 1910 in Innsbruck zum Doktor der Theologie promoviert. Am 31. Januar 1909 empfing er vom Lemberger Erzbischof Andrej Scheptyzkyj die Priesterweihe. Von 1911 bis 1914 war er Präfekt des griechisch-katholischen Theologischen Seminars in Lemberg, danach Berater und Vertreter im Konsistorium der Erzeparchie Lemberg. Im Ersten Weltkrieg war er 1916–17 Militärkaplan in den österreichisch-ungarischen Streitkräften.
Unter Bischof Josaphat Kocylovskyj OSBM wurde er 1918 Pfarrer an der griechisch-katholischen Kathedrale von Przemyśl. Nach dem Zerfall der Habsburgermonarchie und der Niederlage der kurzlebigen Westukrainischen Volksrepublik (welche von der griechisch-katholischen Kirche unterstützt wurde) im Polnisch-Ukrainischen Krieg 1918/19 lag die Stadt in der wiedererrichteten Polnischen Republik. Die polnische Führung verfolgte die griechisch-katholische Kirche im nunmehrigen Ostpolen, die sie der Unterstützung ukrainischer Sezessionsbestrebungen verdächtigte. Weil er Kirchendokumente wie bislang üblich auf Ukrainisch statt auf Polnisch oder Latein verfasst hatte, wurde auch Bohachevsky selbst im Juni 1919 verhaftet, über zwei Monate gefangen gehalten und misshandelt. Erst durch eine Intervention des Vatikans kam er wieder frei. Bischof Kocylovskyj ernannte Bohachevsky im Januar 1923 zum Generalvikar der Eparchie Przemyśl, im selben Jahr verlieh ihm die päpstliche Kongregation für die orientalischen Kirchen den Titel eines Apostolischen Protonotars.
Papst Pius XI. ernannte Bohachevsky am 20. Mai 1924 zum Apostolischen Exarchen für die Ukrainische Griechisch-Katholische Kirche in den Vereinigten Staaten und gleichzeitig zum Titularbischof von Amisus. In der Kirche Sant’Atanasio dei Greci in Rom spendete ihm der griechisch-katholische Bischof von Przemyśl, Sambor und Sanok Josaphat Kocylovskyj am 15. Juni 1924 die Bischofsweihe; Mitkonsekratoren waren der Bischof von Križevci Dionisije Njaradi und der Bischof von Lungro der Italo-albanischen Kirche Giovanni Mele. Zuvor war das Ordinariat der „ruthenischen“ Katholiken des byzantinischen Ritus in den USA seit dem Tod von Bischof Soter Stephen Ortynsky 1916 vakant gewesen. Parallel richtete der Papst ein eigenes Exarchat für die Ostkatholiken karpaten-ruthenischer Herkunft ein, sodass diese beiden griechisch-katholischen Diasporakirchen in den USA seither organisatorisch getrennt sind. 
Am 5. April 1954 ernannte Papst Pius XII. Bohachevsky zum Titularerzbischof von Beroë. Nach Gründung eines zweiten Apostolischen Exarchats mit Sitz in Stamford (Connecticut), zuständig für die im Nordosten der USA lebenden griechisch-katholischen Ukrainer, erhob der Papst das Exarchat Philadelphia mit Wirkung vom 10. Juli 1958 zur Erzeparchie und Bohachevsky damit zum ersten Erzbischof und Metropoliten der Ukrainischen griechisch-katholischen Kirche in den USA.